# Smilepholcia luteifascia
Smilepholcia luteifascia är en fjärilsart som beskrevs av George Francis Hampson 1894. Smilepholcia luteifascia ingår i släktet Smilepholcia och familjen Pantheidae. Inga underarter finns listade i Catalogue of Life.